# یواس‌اس اندورانس (ای‌آردی‌ام-۳)
یواس‌اس اندورانس (ای‌آردی‌ام-۳) (به انگلیسی: USS Endurance (ARDM-3)) یک کشتی بود که طول آن ۴۹۱ فوت ۸ اینچ (۱۴۹٫۸۶ متر) بود. این کشتی در سال ۱۹۴۴ ساخته شد.